# ひぐらしのなく頃に絆
『ひぐらしのなく頃に絆』（ひぐらしのなくころに きずな）は、同人サークル・07th Expansionが製作した同人ゲーム『ひぐらしのなく頃に』を原作とするニンテンドーDS用サウンドノベル。2008年から2010年まで全4巻がアルケミストより発売されている。略称は「ひぐらし絆」。タイトルは「な」を赤色の文字で、「絆」を青紫色の文字で表記する。なお、ロゴでは絆の文字が薄い水色となっている。
PlayStation 2用ソフト『ひぐらしのなく頃に祭』をベースとし、新規ストーリーを加えた全16話、全4巻で構成される。同作品に未収録だった『祭囃し編』を始めとする新規ストーリーや、感情選択や付箋などの新規システム、新規登場人物などが追加されている。立ち絵・CG・会話パターンも増加＆変更し、新規シナリオのメインキャラクターはフルボイス仕様となっているが、その一方で既存シナリオはパートボイス仕様になっている。プレイスタイルはいずれもDS本体縦持ち。

## 開発経緯
当初はPS2版のみ販売する予定だったが、『ひぐらしのなく頃に』が好きだがPS2を持っていないユーザーが多かったことや、PS2版を販売した2007年はDSがヒットした年であったことから、DS版の開発に至った。4部作となったのは、1つのROMに全ての内容が入り切らなかったことと、すでにPS2版を購入していたユーザーのことも考えて各作品に必ず新要素を入れるようにしたため。

## 登場人物
- 以下の人物は個別項目を参照。
  - 前原圭一
  - 竜宮レナ
  - 園崎魅音
  - 北条沙都子
  - 古手梨花
  - 園崎詩音
  - 羽入

## 第一巻「祟（たたり）」
第一巻はいずれも出題編で構成されている。『祭』同様に、序盤の行動によって中盤以降の展開が分岐するアドベンチャーゲームの形式であるが、従来の選択肢に加え、新たにタッチ画面を利用した感情選択システムが導入されている。
- 2008年6月26日発売。
- 予約購入特典は「注射器型ボールペン」

【第一巻限定版特典】
- 全4巻収納BOX
- 園崎家の缶詰
- 不幸のトランプ
- 綿流しクリーナー
- カレー消しゴム
- 身代わりメモ帳
- 警告ステッカー
- ミニカレンダー
- かぁいい小物入れ

### 鬼隠し編
“おにかくしへん”。ゲームでの表記は『第壱章 鬼隠し』。
祭とは違い、今回は鬼隠しの冒頭部分がある。
最初のプレイでは、ほとんどこのルートに進むが、他の編に進むことも可能。

### 綿流し編
“わたながしへん”。ゲームでの表記は『第弐章 綿流し』。
通常、このルートに進むには、鬼隠し編をクリアする必要がある。
しかし、この編の行き方が少し複雑になっている。
なお、各編の中で唯一分岐が存在する。物語の進行や結末には影響しない。

### 祟殺し編
“たたりごろしへん”。ゲームでの表記は『第参章 祟殺し』。
ほとんどの場合、このルートに進むには、鬼隠し編をクリアする必要がある。

### 染伝し編
“そめうつしへん”。ゲームでの表記は『外伝 染伝し』。
漫画版「鬼曝し編」をベースとする新規の外伝シナリオで問題編の位置づけである。主人公選択で夏美を選ぶと始まるルート（本編で特定のルートに進むことで解禁）。外伝のため、本編のキャラクターは登場せず、あくまで話に出るぐらいである。
大体のストーリーは「鬼曝し編」に忠実だが、夏美が千紗登の紹介で介護センターでアルバイトを始めたり、大石や赤坂が登場しない代わりに新キャラクターである南井巴が夏美達に近づく、など様々な新設定も追加されており、物語の結末も「鬼曝し編」とは大幅に異なる。また一方では、千紗登が大病院のお嬢様であるという設定や、夏美と暁と幼馴染達の確執など、「鬼曝し編」でお蔵入りになった話も描かれている。選択肢が存在せず、原作同様に一本道のストーリーとなっている。

## 第二巻「想（そう）」
第二巻は登場人物の「想い」に関連したシナリオが4つ収録されている。今回は1巻と違い、編が独立されている。また、序章や終章が追加されている。1巻で入手できるパスワードを入力することにより、TIPSを入手できて、それらを入手すると別のストーリーも楽しむことができる。1巻と異なり、各編ごとにFrederica Bernkastelの詩が流れない。ボイスの量は1巻と比べてかなり増加した。また今作では、daiが作曲した原作用BGMが採用されており、「Thanks」「you」「iru」「confession」「Soul scour」「蔭」の6曲が収録されている。なお、今作からBGMの音源が変更されている。
- 2008年11月27日発売。
- 予約購入特典は「勾玉キーホルダー（白）」。同日に発売されたPSP用ソフト「ひぐらしデイブレイクポータブル」の予約購入特典と対になっている。

【第二巻限定版特典】
- テイクアウトBOX
- ハンドタオル
- ミニスタンド
- コースター（2枚）
- ドレスシール（2枚）
- 紙エプロン
- ドラマCD「村崩し（むらくずし）編」

### 暇潰し編
“ひまつぶしへん”。
序章を読んだ後にプレイ可能。今回はこの編の前にオリジナルの序章が採用されている。また、『祭』と異なり選択肢が採用されていて、その選択内容によっては終盤が漫画版のようになることもある。

### 目明し編
“めあかしへん”。
暇潰し編で、あるTIPSを入手した後にプレイ可能。選択肢のない一本道だが、あるTIPSに付箋を貼ることによって、原作とも『祭』とも異なる別のEDに辿り着くことができる。別のEDでは、ED曲は流れない。
ED曲「you」は、『祭カケラ遊び』で使用されたもの（作詞・歌：雪野五月）と異なり、『かけらむすび』に収録された『you -Visionen im Spiegel』（作詞・歌：癒月）が使用されている。

### 異本・昼壊し編
“いほん・ひるこわしへん”。

目明し編で、あるTIPSを入手した後にプレイ可能。「ひぐらしのなく頃に礼」に収録された「昼壊し編」をベースとする新規シナリオ。「ひぐらしデイブレイク」を原作とするラブコメディである。「礼」の収録話の中では初のコンシュマー化となる。選択肢やBADEDが新たに導入されている。原作で登場した羽入、大石、赤坂は本作で登場しない代わりに詩音、亀田、入江が登場する。そのため、終盤の麻雀対決がホームラン競争に変わっている。また、梨花と沙都子の立場が原作と異なる。

### 影紡し編
“かげぼうしへん”。
異本・昼壊し編で、あるTIPSを入手した後にプレイ可能。新規の外伝シナリオ。第一巻「祟」の外伝「染伝し編」の解答編の位置づけである。主に赤坂と千紗登の視点から語られる。また、最後の展開が鬼曝し編とは異なっている。あるTIPSに付箋をつけることによって、後日談を見ることができる。

## 第三巻「螺（らせん）」
今作もdaiが作曲した原作用BGMが採用され、新たに「Birth and death」やこのゲームだけの新曲が書き下ろされている。Frederica Bernkastelの詩が再び収録されるようになったが、ボイスは流れない。また、序章や終章が追加されている。
- 2009年5月28日発売。
- 予約購入特典は「にぱ☆にぱ☆スタンプ 梨花」

【第三巻限定版特典】
- 鬼ヶ淵死守手拭い
- お札メモ帳
- ミニカレンダー
- にぱ☆にぱ☆スタンプ 羽入
- 運命のサイコロ
- ドラマCD「幸遠し編」

### 罪滅し編
“つみほろぼしへん”。
序章を読んだ後にプレイ可能。選択肢が追加されている。今回では、初回プレイでは強制的にBADEDに進み、BADEDを避けるためには宵越し編をクリアする必要がある。

### 皆殺し編
“みなごろしへん”。
罪滅し編クリア後にプレイ可能。選択肢があるが、結末には影響しない。

### 宵越し編
“よいごしへん”。
罪滅し編BADED通過後にプレイ可能。漫画版「宵越し編」をベースとする新規の外伝シナリオである。漫画版とは違いBADEDが追加されている他、反町美雪という新キャラクターや新たな設定も追加されている。

### 解々し編
“ときほぐしへん”。
罪滅し編のあるルートを通過後にプレイ可能。昭和57年を舞台に、巴の視点で描かれる完全オリジナルストーリー。巴がレナたちと出会い、レナの過去が明かされる。
なお、この編をクリアしなくてもエンディングにたどり着くことが出来る。

## 第四巻「絆（きずな）」
今作はdaiが作曲した原作用BGMに加え、『祭』やこれまでの巻の主題歌がBGMとしてアレンジされている。そして、原作『祭囃し編』にあったカケラ紡ぎも数を99個に増やし、再現されている。
- 2010年2月25日発売。
- 予約特典は「運命のスーパーボール」。

【第四巻限定版特典】
- ビジュアルブック（羞晒し編が再編されている）
- ドラマCD「夢交し編」

### 澪尽し編
“みおつくしへん”。
『祭』最終章の澪尽し編に変更を加えたもの。第三巻にて、新・澪尽し編との表記があった
一部、二部、三部の3部構成になっている。一部と三部は『祭』の澪尽し編に変更を加えたもので、二部は染伝し編・影紡し編・解々し編と続いた夏美・巴の物語の結末と、雛見沢の外の人物から見た雛見沢・終末作戦を中心に描いたDSオリジナルの物語。

### 祭囃し編
“まつりばやしへん”。
原作のシナリオの最終章ながらも、唯一『祭』には未収録だったため、今作が初のコンシュマー化となる。

### 賽殺し編
“さいころしへん”。
ファンディスク『ひぐらしのなく頃に礼』に収録されている作品。

### 言祝し編
“ことほぐしへん”。
今作の新規書き下ろし作品。『祭』オフィシャルガイドブックの短編に大幅な加筆修正を加えたもので、まだ鬼ヶ淵村と呼ばれていた頃の太古の雛見沢村を舞台とした物語。

## 一・二巻パック
- 2009年12月23日発売。

第一巻「祟」と第二巻「想」をセットにしたもの。
【一・二巻パックセット内容】
- ひぐらしのなく頃に絆 第一巻・祟
- ひぐらしのなく頃に絆 第二巻・想
- 全4巻収納BOX
- 攻略の手引き

## 主題歌
第一巻
染伝し編「追想のディスペア」作詞・作曲：志倉千代丸、編曲：磯江俊道、歌：いとうかなこ

第二巻
影紡し編「プレイス・オブ・ピリオド」作詞・作曲：志倉千代丸、編曲：村上純、歌：諫山実生
目明し編「you -Visionen im Spiegel」作詞：癒月、作曲：dai、編曲：Morrigan、歌：癒月

第三巻
罪滅し編「光の空のクオリア」作詞・作曲：志倉千代丸、編曲：水野大輔、歌：Cyua (from BETTA FLASH)
終章「漆黒の祭壇」作詞・作曲：志倉千代丸、編曲：磯江俊道、歌：Velforest.

第四巻
澪尽し編「Angelic bright」作詞・作曲：志倉千代丸、編曲：磯江俊道、歌：彩音
賽殺し編/言祝し編「ただ流るるままに」作詞・作曲：志倉千代丸、編曲：川越好博、歌：彩音

## owatter(オワッター)
ひぐらしのなく頃に・絆第四巻発売を記念して企画された「Twitter」を利用してのイベント。アルケミスト公式サイト内のowatter特設ページにて、圭一、レナをはじめとするメインキャラの「つぶやき」を発見し、さらに提示される謎を期間内に解くことで携帯用待受画像を入手することができた。3月末をもって終了予定だったが、継続を望む声に答えるかたちで2010年5月1日現在も継続している。この継続発表は終了直前に「圭一」と「魅音」のツイートにより発表され、現在に至りツイッターでハッシュタグ「#kizuna4」を使用することでファン同士の交流が続いている。

## にぱ☆にぱ動画＆にぱ☆にぱ動画弐
「にぱ☆にぱ動画」とは、自分で「ひぐらしのなく頃に絆」のCMを作って投稿することのできる、自作CM交流サイトである。ゲームに使われているキャラクターイラストの他、テレビCMのメイキング映像や、実写映画版の映像も素材に含まれている。

## スペシャルCM
1巻は感情システムや付箋システムが複雑すぎる部分があり、綿流し編に行けないということがあった。そのため、公式サイトに攻略情報を載せ、1回限りだがそのことに対して「難しすぎて、すみませんでした！」とアルケミストの社員全員で謝罪するCMも放送された（公式サイトで視聴可能）。
なお、2巻はこのシステムはかなり簡略化されわかりやすくなっている。

## 漫画化作品
角川書店の漫画雑誌『月刊コンプエース』で2010年11月号から2011年11月号まで「染伝し編」をベースにした漫画化作品が連載された。作画は日向ののか。

### 単行本
1. 2011年3月初版 ISBN 978-4-04-715660-9
2. ISBN 978-4-04-120009-4